# Северная (Тюменская область)
Северная — деревня в Аромашевском районе Тюменской области России, входит в состав Малиновского сельского поселения.
Находится на берегу реки Илиней. В деревне одна улица — Северная.

## Население
| 1989 | 2002 | 2010 |
| ---- | ---- | ---- |
| 73   | ↘56  | ↘42  |